# Villers-Écalles
Villers-Écalles ist eine französische Stadt mit 1716 Einwohnern (Stand: 1. Januar 2022) im Département Seine-Maritime in der Region Normandie. Die Gemeinde gehört zum Arrondissement Rouen und zum Kanton Barentin (bis 2015: Kanton Pavilly).

## Geographie
Villers-Écalles liegt 16 Kilometer nordwestlich von Rouen am Fluss Austreberthe. Umgeben wird Villers-Écalles von den Nachbargemeinden Bouville im Norden und Nordwesten, Barentin im Osten und Nordosten, Saint-Pierre-de-Varengeville im Süden sowie Saint-Paër im Westen.
Durch die Gemeinde führt die Autoroute A150.

## Geschichte
1831 wurden die bis dahin eigenständigen Gemeinden Villers-Chambellan und Écalles-sur-Villers unter dem heutigen Namen zusammengeschlossen.

### Bevölkerungsentwicklung
| 1962                      | 1968 | 1975 | 1982 | 1990 | 1999 | 2006 | 2012 |
| ------------------------- | ---- | ---- | ---- | ---- | ---- | ---- | ---- |
| 821                       | 1035 | 1164 | 1693 | 1777 | 1781 | 1819 | 1792 |
| Quelle: Cassini und INSEE |      |      |      |      |      |      |      |

## Sehenswürdigkeiten
- Kirche Saint-Jean-Baptiste aus dem 13. Jahrhundert
- Ruinen eines Schlosses aus dem 15. Jahrhundert
- Steinkreuz aus dem 17. Jahrhundert

## Wirtschaft
Das Unternehmen Ferrero produziert hier Mon Chéri, Nutella und Kinder Bueno.